# Don Quichotte (Kästner)
Leben und Taten des scharfsinnigen Ritters Don Quichotte ist die fünfte von sechs Nacherzählungen bekannter Klassiker der Weltliteratur für Kinder von Erich Kästner. Es ist seine erste Bearbeitung eines Klassikers im engeren Sinn. Die Erstausgabe wurde von Horst Lemke illustriert und erschien 1956 im Atrium Verlag (Zürich).

## Inhalt
Im Vorwort führt Kästner den Protagonisten der Erzählung ein, indem er Don Quichotte mit Zeitgenossen vergleicht, die sich anstatt ihres gewöhnlichen Lebens im Heute ein spektakuläres Leben in längst vergangenen Zeiten wünschten. So wie in München ein junges Paar nach dem Sehen von 307 Wildwestfilmen zur Trauung auf dem Standesamt mit Pferden und in Cowboytracht erschienen sei, war Don Quichotte wegen der Lektüre zu vieler Ritterromane als Ritter aufs Pferd gestiegen. Anders als das junge Paar, glaubte Don Quichotte allerdings wirklich, dass er ein Ritter sei.
In den folgenden Kapitel werden einige wenige Abenteuer des Klassikers von Miguel de Cervantes berichtet. Es beginnt damit, dass er mit seinem Pferd Rosinante das Haus verlässt und nach einer Übernachtung in einer Kneipe sich von dem Wirt einen Ritterschlag geben lässt. Er setzt seine Reise fort und will ab jetzt eine edle Dame verehren und für sie kämpfen. Er denkt dabei an eine Bauerstochter aus dem Nachbardorf, erfindet den Namen Dulcinea von Toboso und hält diese für die schönste und edelste Frau Spaniens. Er trifft reiche Kaufleute an einem Kreuzweg und gerät mit ihnen in Streit, weil sie sich über ihn und seine Behauptung, Dulcinea sei die schönste Frau Spaniens, lustig machen. Es kommt zu Streit, Don Quichotte wird schwer verletzt und von einem Bekannten, ein Bauer auf seinem Esel, wieder zurück in sein Haus gebracht. Nach zwei Wochen hat sich Don Quichotte soweit erholt, dass er wieder heimlich das Haus verlässt, um als fahrender Ritter Abenteuer zu bestehen. Dieses Mal hat er nicht nur sein Pferd dabei, sondern ist mit seinem Nachbarn Sancho Pansa und dessen Esel zusammen aufgebrochen.
Nach vielerlei Abenteuern kehren beide nach einem verlorenen Turnierkampf des Ritters wieder zu den alten Freunden zurück und die Geschichte endet damit, dass sich Don Quichotte von allen herzlich verabschiedet, in sein Bett legt und im festen Glauben an seinen Traum vom edlen Ritter verstirbt.

## Entstehung und Hintergrund
Die Nacherzählung gliedert sich in ein Vorwort und zehn Kapiteln mit verschiedenen Abenteuern aus dem ersten und zweiten Teil von Miguel de Cervantes Saavedras satirischem Roman El ingenioso hidalgo don Quixote de la Mancha, die 1605 und 1615 veröffentlicht wurden. Für Stefanie Çetin sieht hier im Protagonisten positive Ideale verkörpert, die auch sonst in Kästners Büchern eine zentrale Rolle spielen. Es erlebt nicht nur Abenteuer, über die man herzlich lachen kann, sondern „Kästners Don Quichotte versuche, seine (zwar verrückten) Träume tatkräftig in die Wirklichkeit umzusetzen, und dabei seinen Idealen (u. a. Bekämpfung des Bösen und Verteidigung der Schwachen) treu bleibe[n]“.

## Ausgaben
- Erich Kästner: Leben und Taten des scharfsinnigen Ritters Don Quichotte, Atrium Verlag, Zürich 1956 (Illustrationen: Horst Lemke)
- Erich Kästner: Leben und Taten des scharfsinnigen Ritters Don Quichotte, Verlag Carl Ueberreuter, Wien, Heidelberg 1956 (Illustrationen: Horst Lemke)
- Erich Kästner: Leben und Taten des scharfsinnigen Ritters Don Quichotte In: Ders.: Maskenspiele: Nacherzählungen, herausgegeben von Sybil Gräfin Schönfeldt, Carl Hanser Verlag, München/Wien 1998 (Band IX von Erich Kästner: Werke, Hg. Franz Josef Görtz), S. 97–122 (ohne Illustrationen)
- Erich Kästner: Don Quichotte, Atrium Verlag, Zürich 2018 (Illustrationen: Horst Lemke)
- Erich Kästner: Don Quichotte, Atrium Verlag, Zürich 2022. (Illustrationen: Lotte Bräuning)

Bis zum Jahr 2023 wurde das Buch 18-mal in 16 verschiedene Sprachen übersetzt.